# Лім Хе Джун
Лім Хе Джун / Лінь Сяоцзюнь (кор. 임효준, кит.: 林孝埈; нар. 29 травня 1996, Тегу, Південна Корея) — південнокорейський шорт-трековик, олімпійський чемпіон 2018 року на дистанції 1500 метрів.

## Біографія
Народився у 1996 році в місті Тегу. З дитинства займався плаванням, проте під час навчання в школі, у зв'язку з ускладненнями зі слухом, що викликані тренуваннями в басейні, заняття плаванням припинив. Практично відразу ж став займатися шорт-треком.
У 2012 році взяв участь в перших юнацьких Олімпійських іграх в Інсбруку, на іграх виграв золоту нагороду у забігу на 1000 метрів і срібну нагороду у забігу на 500 метрів. Незабаром зіткнувся з низкою травм спини, щиколотки, гомілки й зап'ясть, в цілому переніс сім операцій.
У квітні 2017 роки виграв національний відбір в Олімпійську збірну Південної Кореї. У рамках Олімпіади його відібрали для участі в забігах на 1500 і 5000 метрів. 10 лютого з новим олімпійським рекордом 2:10.485, виграв фінальний забіг на 1500 метрів.